# McLean (Illinois)
McLean és una població dels Estats Units a l'estat d'Illinois. Segons el cens del 2000 tenia 808 habitants.

## Demografia
Segons el cens del 2000, McLean tenia 808 habitants, 314 habitatges, i 248 famílies. La densitat de població era de 725,5 habitants/km².
Dels 314 habitatges en un 36% hi vivien nens de menys de 18 anys, en un 65% hi vivien parelles casades, en un 9,6% dones solteres, i en un 21% no eren unitats familiars. En el 19,4% dels habitatges hi vivien persones soles el 9,2% de les quals corresponia a persones de 65 anys o més que vivien soles. El nombre mitjà de persones vivint en cada habitatge era de 2,57 i el nombre mitjà de persones que vivien en cada família era de 2,9.
Per edats la població es repartia de la següent manera: un 26,7% tenia menys de 18 anys, un 6,9% entre 18 i 24, un 30,3% entre 25 i 44, un 22,5% de 45 a 60 i un 13,5% 65 anys o més.
L'edat mediana era de 37 anys. Per cada 100 dones de 18 o més anys hi havia 92,2 homes.
La renda mediana per habitatge era de 47.337 $ i la renda mediana per família de 52.614 $. Els homes tenien una renda mediana de 37.059 $ mentre que les dones 27.589 $. La renda per capita de la població era de 19.200 $. Aproximadament l'1,2% de les famílies i el 0,7% de la població estaven per davall del llindar de pobresa.

## Poblacions més properes
El següent diagrama mostra les poblacions més properes.